# Hugues III Embriaco
Hugues III Embriaco (italien : Hugo Embriaco), ou Hugues III du Gibelet, dit « le Boiteux », mort vers 1196, est un noble d'origine génoise. Il est le fils d'Hugues II Embriaco, seigneur du Gibelet, et de son épouse dont le nom est inconnu.
Après la mort de son père entre 1179 et 1184, il lui succède comme seigneur du Gibelet.
Il continue la politique de son père en encourageant le commerce avec ses compatriotes italiens, en particulier avec les familles génoises qui dominent le marché avec la Syrie. Grâce à cela, la famille Embriaco augmente progressivement son indépendance vis-à-vis de sa ville-mère de Gênes, provoquant les protestations des papes Alexandre III et Urbain III, mais celles-ci restent inefficaces.
En 1179 au plus tard, il épouse Étiennette de Milly, veuve de Guillaume Dorel, seigneur de Boutron, fille d'Henri de Milly dit le Buffle, seigneur d'Arabie Pétrée, et d'Agnès Grenier, avec qui il a au moins quatre enfants :
- Guy Ier Embriaco, qui succède à son père ;
- Hugues Embriaco ;
- Plaisance Embriaco, qui épouse Bohémond IV, dit « le Borgne », comte de Tripoli et prince d'Antioche ;
- Pavie Embriaco, qui épouse Garnier l'Aleman.

En 1187, il est fait prisonnier par le sultan Saladin lors de la bataille de Hattin et est contraint de céder Gibelet en échange de sa libération.
Il meurt vers 1196 et son fils Guy Ier Embriaco lui succède en tant que seigneur du Gibelet après la croisade d'Henri VI en 1197.